# Air Diver
Air Diver är ett stridsflygplansimulatorspel utvecklat av Copya Systems och utgivet av Seismic Software och Asmik Ace Entertainment 1990 i Nordamerika och Japan. Det gavs ut till Sega Mega Drive/Genesis.
Spelet är en stridsflygsimulator där kameravyn utgår från cockpit, det vill säga utifrån ett förstapersonsperspektiv. Man manövrerar en fiktiv stridsflygplansmodell kallad "F-119D Stealth Fighter".
En uppföljare, "Super Air Diver 2", släpptes 1995 till Super NES. 